# Caresse Crosby

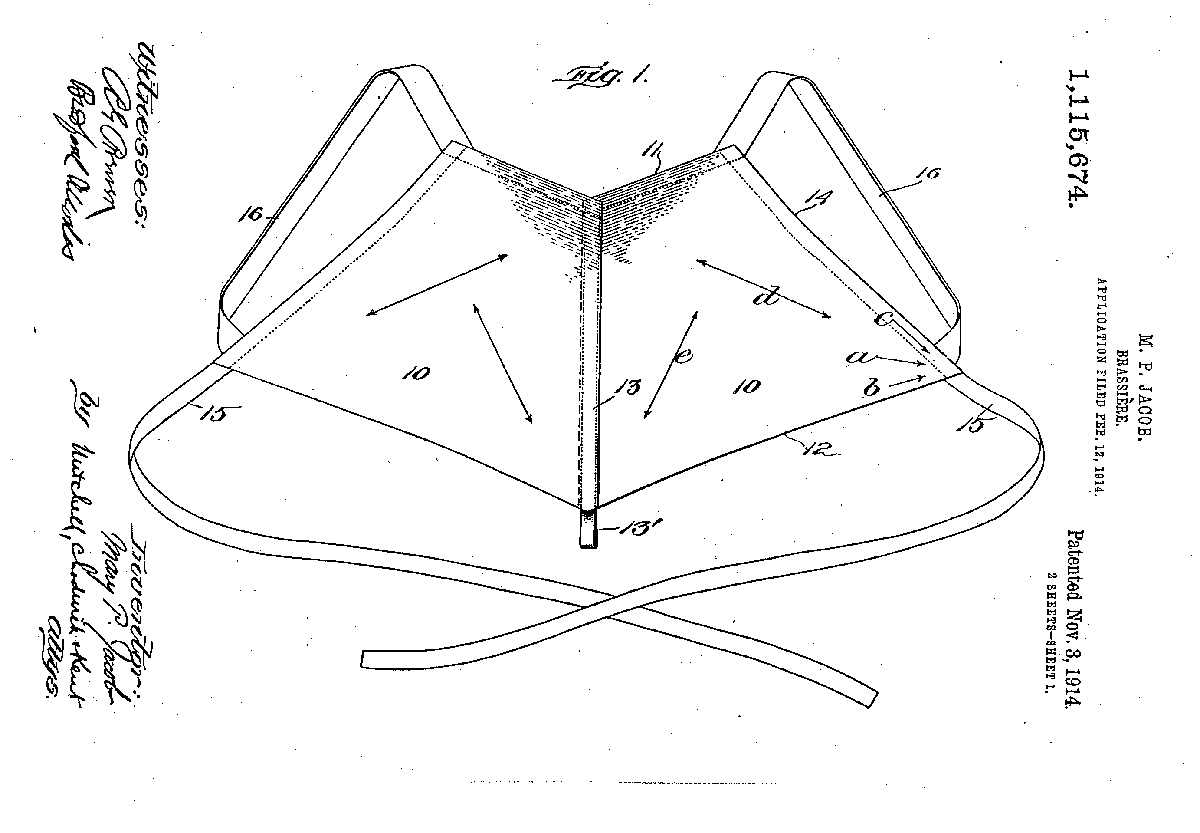
Patente del sujetador inventado por Caresse Crosby

Mary Phelps Jacob, más conocida como Caresse Crosby (New Rochelle, 20 de abril de 1891-Roma, 26 de enero de 1970) fue una escritora, editora, activista, diseñadora de moda y socialité estadounidense. Es conocida sobre todo por haber inventado el sujetador (1913).

## Biografía
Era hija de William Hearn Jacob y Mary Phelps. Se casó tres veces: con Richard R. Peabody (1915-1922), con Harry Crosby (1922-1929) y con Selbert Young (1937-1939), y tuvo una hija, Polleen Wheatland Peabody.
En 1914 patentó un sujetador sin ballenas, consistente en dos pañuelos unidos por una cinta. Para su fabricación fundó la empresa Fashion Form Brassière Company, radicada en Boston. Ese mismo año la vendió a la empresa de lencería Warner Company.
En 1922 se instaló con su segundo marido en París, donde fundaron la editorial Black Sun Press, que publicó obras de escritores como Charles Bukowski, Kay Boyle, Robert Duncan, Ernest Hemingway, James Joyce, Archibald MacLeish, Henry Miller o Anaïs Nin. En 1924 se cambió el nombre por Caresse («caricia»), junto con el apellido de su esposo. Ese año publicó un libro de poesía romántica, Crosses of Gold.
Fundó la organización pacifista Women against War (Mujeres contra la guerra).

## Obras
- Crosses of Gold, Éditions Narcisse, París, 1925
- Graven Images, Houghton Mifflin, Boston, 1926
- Painted Shores, Black Sun Press, París, 1927
- The Stranger, Black Sun Press, 1927
- Impossible Melodies, Black Sun Press, 1928
- Poems for Harry Crosby, Black Sun Press, 1930
- The Passionate Years, Dial Press, 1953